# Philemon eichhorni
Philemon eichhorni là một loài chim trong họ Meliphagidae.